# Facekini

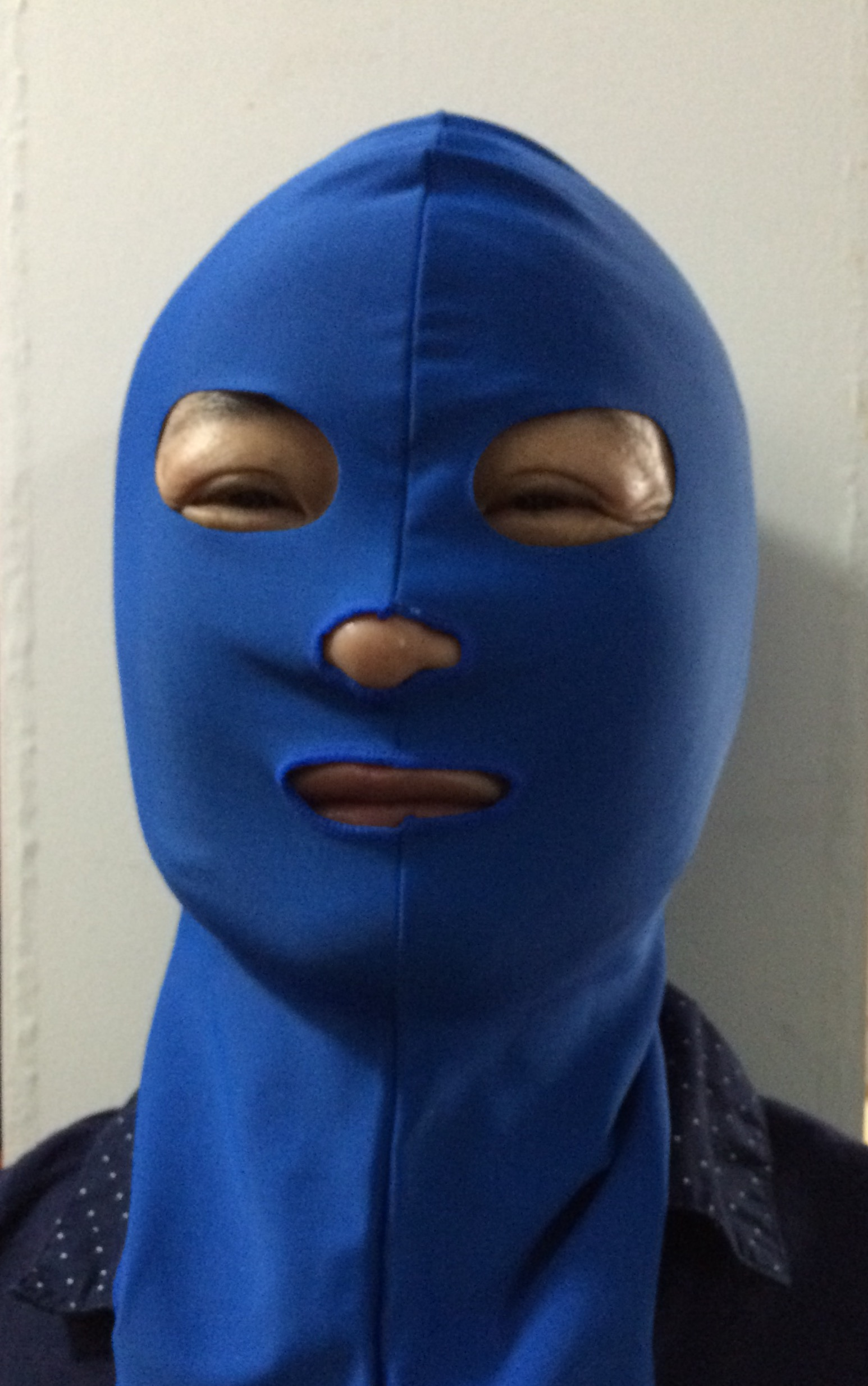
Esempio di facekini

Il facekini (cinese :脸基尼; pinyin: liǎnjīní) o face-kini, chiamato anche passamontagna da bagno, è un indumento ideato principalmente per nuotatori e bagnanti che copre la testa, la faccia e parte del collo, lasciando scoperti solo gli occhi, il naso e la bocca. È stato inventato da Zhang Shifan nel 2004, un ex contabile della città costiera cinese di Qingdao.
L'indumento, inizialmente assai popolare nella sola zona di Qingdao, successivamente tra gli anni 2010 e 2020 si è largamente diffuso in tutta la Cina fino ad arrivare in Corea del Sud, dove viene utilizzato dalle persone per proteggersi dai raggi ultravioletti mentre sono esposti alla luce solare diretta, ma anche dalle punture di meduse, parassiti e insetti presenti in spiaggia. L'indumento, che ha le fattezze di una "maschera", è realizzato in un tessuto elastico simile a quello usato nei costumi da bagno. Sono spesso indossati in combinazione con altri oggetti o indumenti protettivi dal sole come tute a maniche lunghe o occhiali da sole.
Il facekini viene adoperato principalmente da donne di mezza età o in pensione, ma anche in misura minore dai più giovani, non solo dal punto di vista protettivo ma anche per il mantenimento di una carnagione più chiara ed evitare l'abbronzatura del viso, un canone estetico culturalmente molto diffuso nel sud est asiatico.